# 公孟絷
公孟絷（？—前522年），又称公孟，中国春秋时期卫国的公子。
公孟絷為衞襄公兒子，因不良於行，而未能被立為儲君，加上權臣孔成子受到衞康叔託夢，決定立公孟絷之弟公子元，是為靈公。
公孟絷轻慢齐豹，讨厌北宫喜、褚师圃，对公子朝和卫襄公夫人宣姜私通也不满，齐豹、北宫喜、公子朝、褚师圃怨恨他。齐豹推荐宗鲁给公孟，擔任骖乘，並拜託宗鲁帮助他除掉公孟。宗鲁拒绝了，但是也没告诉公孟。
前522年六月廿九，齐豹在公孟出城祭祀的时候，杀死公孟絷，宗鲁为保护公孟而死。卫灵公逃到「死鸟」（地名，濮附近）。北宫喜的家宰不知道北宫喜参与，杀死齐豹的家宰渠子。北宫喜讨灭齐氏。迎国君回到都城帝丘。公子朝、褚师圃逃到晋国。
卫灵公過繼了自己的儿子公孟彄，为公孟絷之后。